# Tony Mary
Pour les articles homonymes, voir Mary.
Tony Mary, né en 1950 à Dilbeek, est un entrepreneur belge. Il est diplômé de la Vrije Universiteit Brussel et il est le père de l’avocat Sven Mary.